# جيل بولسين
جيل بولسين (بالإنجليزية: Gil Paulsen)‏ هو لاعب كرة قاعدة أمريكي، ولد في 14 نوفمبر 1902 في غراتينغير في الولايات المتحدة، وتوفي في 2 أبريل 1994 في هارلان في الولايات المتحدة.

## وصلات خارجية
- جيل بولسين على موقعبيزبول رفرنس.كوم (الدوري الرئيسي) (الإنجليزية)